# خورشیدگرفتگی ۳۰ ژوئیه ۱۹۱۶
خورشیدگرفتگی ۳۰ ژوئیه ۱۹۱۶ (به انگلیسی: Solar eclipse of July 30, 1916) یک خورشیدگرفتگی از نوع خورشیدگرفتگی حلقه‌ای است. این خورشیدگرفتگی در تاریخ ۳۰ ژوئیه ۱۹۱۶ میلادی (‎۸ مرداد ۱۲۹۵ خورشیدی) روی داد که زمان اوج آن، ساعت ۲:۰۶:۱۰ به‌وقت ساعت هماهنگ جهانی بوده‌است. مدت زمان و طول این خورشیدگرفتگی ۶ دقیقه و ۲۴ ثانیه بود.